# Боровик, Виталий Гаврилович
Вита́лий Гаври́лович Борови́к (настоящая фамилия — Боровико́в) (укр. Віталій Гаврилович Борови́к, 18 октября (30 октября) 1864, г. Нежин (ныне Черниговская область Украины) — 28 декабря 1937, Одесса) — украинский культурно-общественный деятель, публицист, фольклорист, поэт-переводчик, писавший на украинском языке.

## Биография
Из малопоместных дворян украинского казачества.
Выпускник юридического факультета Киевский университет св. Владимира (1889). Кандидат юридических наук.
Работал чиновником в Полтавской, Херсонской, Таврической и Волынской губерниях.
Был членом литературного кружка украинской молодежи «Плеяда» в Киеве, организованного Лесей Украинкой.
Активист зарождающегося украинского национально-освободительного движения. Летом 1891 (по некоторым данным, в 1892 году) вместе с Б. Гринченко, И. Липой и Н. Михновским основал националистическое «Братство Тарасовцев», первую организацию, провозгласившей своей целью создание независимой (самостийной) Украины.
С 1899 коллежский секретарь В. Г. Боровик стал инспектором Михайло-Семёновского сиротского дома в Одессе. Осенью 1899 был обвинен в «политической неблагонадежности» и арестован полицией за недозволенную пропаганду среди молодёжи. Во время обыска у Боровика найдены револьвер и две печатные машинки «Калиграф» и «Сфинкс».
После Октябрьской революции работал в сельскохозяйственных учреждениях Одессы.
Известен, как один из инициаторов создания вскоре после революции государственной публичной библиотеки в Одессе (1919.).
По доносу В. Г. Боровик был арестован и провёл пять месяцев в тюрьме… Там он постоянно вёл записи — готовил к публикации «Словарь украинского языка».
В 1937 году 71-летний В. Боровик был снова арестован, на этот раз органами НКВД, и расстрелян как «враг народа».
22 декабря 1937 года.
Был женат на дочери известного художника-графика Амвросия Ждахи.

## Творчество
Писал стихи, некоторые из которых вошли в антологию «Акорди» (рус. «Аккорды»), изданную во Львове в 1903 (составитель Иван Франко), занимался фольклористикой, собирал материалы для толкового словаря украинского языка.
Автор публицистических произведений:
- «Вести с Волыни», 1889;
- «С Украины (Мужицкий рай в России)», 1893

Сотрудничал с газетами и журналами, в частности, «Литературно-научным вестником» в которых помещал свои переводы и стихи.
Дружил с классиком украинской литературы М. Коцюбинским и написал о нём воспоминания («Театр. Клуб. Кино». Одесса, 1928, № 38). Поддерживал дружеские отношения с Лесей Украинкой (1871—1913), Василием Стефаником (1871—1936), русским писателем, автором популярной революционной песни «Замучен тяжёлой неволей» Григорием Мачтетом (1852—1901), произведения которого Виталий Боровик переводил на украинский язык.
Работал над переводами с английского и русского языков. Среди его литературных переводов — рассказы Всеволода Гаршина (1855—1888), а также художественный перевод на украинский язык первой части поэмы Джона Мильтона «Потерянный рай».